# 2,3,4,5-Tetraidropiridine-2,6-dicarboxilato N-succiniltransferase
Em enzimologia, uma 2,3,4,5-tetraidropiridine-2,6-dicarboxilato N-succiniltransferase (EC 2.3.1.117) é uma enzima que catalisa a reação química
succinil-CoA + (S)-2,3,4,5-tetraidropiridina-2,6-dicarboxilato + H2O {\displaystyle \rightleftharpoons } CoA + N-succinil-L-2-amino-6-oxoeptanodioato
Os 3 substratos desta enzima são succinil-CoA, (S)-2,3,4,5-tetraidropiridina-2,6-dicarboxilato e H2O, enquanto seus dois produtos são CoA e N-succinil-L-2-amino-6-oxoeptanedioato.
Esta enzima pertence à família das transferases, especificamente aquelas aciltransferases transferindo grupos diferentes de grupos aminoacila.  O nome sistemático desta classe de enzima é succinil-CoA:(S)-2,3,4,5-tetraidropiridina-2,6-dicarboxilato N-succiniltransferase.  Outros nomes de uso comum incluem tetraidropicolinato succinilase, tetraidrodipicolinato N-succiniltransferase, tetraidrodipicolinato succiniltransferase, succinil-CoA:tetraidrodipicolinato N-succiniltransferase, succinil-CoA:2,3,4,5-tetraidropiridina-2,6-dicarboxilato e N-succiniltransferase.
Essa enzima participa na biossíntese da lisina.

## Estudos estruturais
No final de 2007, 4 estruturas foram resolvidas para esta classe de enzimas, com códigos de acesso PDB 1KGQ, 1KGT, 2TDT e 3TDT.